# 易志明
易志明，GBS，JP（1953年—），祖籍廣東鶴山，香港自由黨黨員及中常委，九龍倉高層，現任香港立法會議員（航運交通界）。易志明於2012年立法會選舉中接替自由黨前主席劉健儀，自動當選為航運交通界功能組別議員。在2016年立會選舉中在航運及交通界別以127票擊敗僅得42票的另一候選人丘應樺，成功連任。易志明在1959年畢業於何文田太平道陶秀女子中學幼稚園部，與第3任嶺南大學校長鄭國漢是1964年至1965年度聖公會基德小學上午校的畢業生兼同班同學，1965年小學畢業後升讀鄧鏡波學校（原獲派聖保羅書院學位）。中學畢業後到香港理工學院攻讀工業工程文憑，再於香港大學完成工業工程學士學位（1978年二級榮譽甲等），繼而到英國伯明翰大學修畢工業管理碩士學位。

## 現職
- 九龍倉有限公司董事
- 天星小輪有限公司常務董事
- 現代貨箱碼頭有限公司董事
- 香港空運貨站有限公司董事
- 香港空運服務有限司董事
- 深圳大鏟灣現代港口發展有限公司董事
- 蘇州現代貨箱碼頭有限公司董事

## 公職
- 選舉委員會委員